# 暴风雨 (1979年电影)
《暴风雨》（英語：The Tempest）是依据威廉·莎士比亚的同名戏剧改编而成的一部英国电影，于1979年上映。该片导演德里克·贾曼，由希思科特·威廉姆斯、托亚·威尔科克斯等参与演出。